# François Félix Vignes
François Félix Vignes, né le 5 octobre 1769 à Montpellier (Hérault), mort le 26 mars 1799 à Legnago (Italie), est un général de brigade de la Révolution française.

## États de service
Il entre en service en décembre 1792, comme sous-lieutenant dans la légion du Nord, il est nommé lieutenant en octobre 1793, et il participe à la guerre en Vendée, où il est fait prisonnier.
Le 21 mars 1794, il devient adjoint aux adjudants-généraux, et le 21 juin 1795, il reçoit son brevet de capitaine, puis il prend les fonctions d’aide de camp du général Joba. Le 14 juillet 1795, il est élu chef du 6e bataillon de volontaires des Deux-Sèvres également appelé bataillon de Parthenay, et il sert à l’armée de Rhin-et-Moselle dans la division du général Beaupuy. 
Il est nommé chef de brigade provisoire par le général Pichegru le 28 octobre 1795, à la 208e demi-brigade de première formation, et sa nomination est approuvée le 8 novembre suivant. En avril 1796, il passe à la 75e demi-brigade de deuxième formation, puis en juin 1796, à la 56e demi-brigade de deuxième formation, et il se distingue au passage du Rhin, sous les ordres du général Ferino le 14 juillet 1796.
Le 21 janvier 1797, il est nommé chef de la 56e demi-brigade de deuxième formation, et il est promu général de brigade le 5 février 1799 à l’armée d’Italie. Commandant de la brigade d’infanterie de la division du général Montrichard, il est tué le 26 mars 1799, au combat de Legnano.

## Sources
- (en) « Generals Who Served in the French Army during the Period 1789 - 1814: Eberle to Exelmans »
- Jacques Charavay, Les généraux morts pour la patrie, 1792-1871 : notice biographiques, Au siège de la société, 1893, 160 p. (lire en ligne), p. 58.
- (pl) « Napoléon.org.pl »
- Galeries historiques du Palais de Versailles, tome VI, 1840, 468 p. (lire en ligne), p. 67
- Arthur Chuquet, Ordres et apostilles de Napoléon (1799-1815), paris, librairie ancienne Honoré Champion, 1911, p. 186